# Leonardus Trip

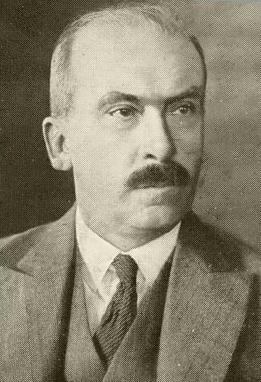
Mr. L.J.A. Trip

Leonardus Jacobus Anthonius Trip (Utrecht, 20 november 1876 – Den Haag, 5 maart 1947) was president van De Nederlandsche Bank van 1931 tot 1946 met uitzondering van de periode 1941-1945.

## Loopbaan

### Bank
Leonardus Trip ging na rechten te hebben gestudeerd aan de Rijksuniversiteit Utrecht werken bij het ministerie van Financiën waar hij in 1916 Anton van Gijn opvolgde als thesaurier-generaal. Hij sloeg tijdens de kabinetsformatie van 1918 een aanbod af om in het kabinet-Ruijs de Beerenbrouck I minister van Financiën te worden. In 1923 accepteerde Trip de functie van directeur van de Javasche Bank in Batavia (Nederlands-Indië) en een jaar later werd hij voor de periode van 5 jaar benoemd tot president van die bank. Na terugkomst in Nederland werd Trip onder minister van Financiën Dirk Jan de Geer in 1931 president van De Nederlandsche Bank. Tijdens het begin van de Duitse bezetting bleef hij aan in die functie maar in maart 1941 nam hij alsnog ontslag toen de Duitsers de deviezengrens dreigden op te heffen. Na de Tweede Wereldoorlog werd hij op 7 mei 1945 weer benoemd tot president van De Nederlandsche Bank. Op 30 april 1946 legde hij op 69-jarige leeftijd die functie neer vanwege zijn ouderdom. Nog geen jaar later overleed Trip in Den Haag.

### Sport
Trip was een talentvol tennisser. In 1900 werd hij samen met Carel Ridder van Rappard Nederlands kampioen in het heren dubbelspel. Twee jaar later werd hij met Anthonie van Aken Nederlands kampioen in het gemengd dubbel.